# Jimmy Archey
James „Jimmy“ Archey (* 12. Oktober 1902 in Norfolk (Virginia); † 16. November 1967 in Amityville in Long Island) war ein US-amerikanischer Jazz-Posaunist und Bandleader des Traditional Jazz.
Archey begann schon mit zwölf Jahren professionell zu spielen und studierte 1915 bis 1919 am Hampton Institute. Danach spielte er eine Weile in Atlantic City und zog 1923 weiter nach New York, wo er u. a. 1927 bei Edgar Hayes spielte. Ab 1929 war er in der Band von King Oliver (mit dem er zuerst 1930 aufnahm), dann 1931 bis 1937 in den Bands von Luis Russell, auch als diese ab 1935 die Backup-Band von Louis Armstrong war, Willie Bryant (1938/1939), 1939 bis 1942 bei Benny Carter. Zu dieser Zeit spielte er auch mit Coleman Hawkins, Cab Calloway und Ella Fitzgerald. 1944/1945 war er bei Claude Hopkins und 1946 bis 1948 bei Noble Sissle, wobei er nebenbei regelmäßig in der Radiosendung This is Jazz von Rudi Blesh auftrat. 1948 war er mit Mezz Mezzrow in Frankreich und danach in der Dixieland Band von Bob Wilber, die er 1950 übernahm. 1952 war er mit eigenem Sextett (u. a. mit Dick Wellstood, Henry Clay Goodwin, Benny Waters) in Europa und 1954/1955 mit Mezz Mezzrow. 1955 bis 1962 war er in der Band von Earl Hines in San Francisco. Danach arbeitete er als freischaffender Musiker in Dixieland-Gruppen. Dabei spielte er häufig mit Muggsy Spanier, so noch kurz vor seinem Tod.